# Tuhuang
Tuhuang (kinesiska: 土黄镇, 土黄) är en köping i Kina. Den ligger i provinsen Sichuan, i den sydvästra delen av landet, omkring 410 kilometer öster om provinshuvudstaden Chengdu. Antalet invånare är 26 984. Befolkningen består av 13 019 kvinnor och 13 965 män. Barn under 15 år utgör 25,0 %, vuxna 15-64 år 65 %, och äldre över 65 år 9,0 %.
Genomsnittlig årsnederbörd är 1 617 millimeter. Den regnigaste månaden är september, med i genomsnitt 315 mm nederbörd, och den torraste är januari, med 9 mm nederbörd.